# Іванченко Василь Якович
Васи́ль Я́кович Іва́нченко (2 січня 1948) — український промисловець, лауреат Державної премії України в галузі науки і техніки (2008).

## З життєпису
З 1990-х до середини 2000-х — генеральний директор Артемівського заводу по обробці кольорових металів (нині м. Бахмут). Очолюючи підприємство, працював над створенням унікального комплексу вогневого рафінування — печі «Проперці» (Properzy). У 2001 Іванченко під керівництвом голови Наглядової ради заводу Володимира Шпаківського запустив проєкт «Створення дільниці рафінування міді та відливки пласких і круглих зливків». Цей проєкт на основі іспанського досвіду став унікальним для кольорової металургії України. Василь Якович активно працював над створенням нової печі від першого кілка до урочистого запуску 22 березня 2002 в присутності Президента України Леоніда Кучми, голови ОДА Віктора Януковича, народного депутата Андрія Клюєва та президента НАНУ Бориса Патона. Маючи об'єм 120 тонн, ця піч стала найбільшою на той час у світі в своїй категорії, а нова технологія дозволила підприємству підвищити конкурентоспроможність на ринку СНД.
До 2004 року очолював Артемівську міську організацію Партії регіонів, яку залишив, щоб сконцентруватися на роботі на підприємстві.
Лауреат Державної премії України в галузі науки і техніки (2008) — за розробку та впровадження нових способів і технологій фізико-хімічної обробки, розливання міді та її сплавів, одержаних з відходів, і виготовлення з них деформованих профілів і напівфабрикатів; співавтори Дубодєлов Віктор Іванович, Кваченюк Микола Євгенович, Кожанов Володимир Андрійович, Нарівський Анатолій Васильович, Савєнков Юрій Дмитрович, Шинкаренко Павло Семенович, Шпаківський Володимир Олександрович. На час отримання державної премії вже перебував на пенсії.